# На виду (фильм)
«На виду» (англ. Exposed) — фильм режиссёра Джеймса Тобака 1983 года.

## Сюжет
Молодая девушка Элизабет Карлсон бросает любовника — своего профессора британской литературы Лео Босковича. Она уезжает в Нью-Йорк, для начала устроившись работать официанткой. Случай сводит её с известным фотографом, который помогает ей стать фотомоделью.
В Париже Элизабет встречает странного человека по имени Дэниэл, который досаждает ей своим вниманием, преследуя её и вламываясь к ней в номер. Пригласив её в свою квартиру, Дэниэл представляется скрипачом и демонстрирует своё мастерство, играя на скрипке. Они становятся любовниками.
Дэниэл является представителем спецслужб и собирается использовать её как приманку для поимки руководителя террористической группы — Риваса, который с помощью взрывов «борется» с капитализмом. Ривас интересуется ею и собирает журналы, на обложке которых она появилась. Элизабет сначала отказывается от предложения Дэниэла, однако затем решает помочь ему.
Встретившись с Ривасом, она узнаёт, что его группировка планирует устроить теракт в парижском метро. Ривас приглашает Элизабет присоединиться к его террористической группе. В финале фильма Дэниэл и Ривас погибают во взаимной перестрелке.

## В ролях
- Настасья Кински — Элизабет Карлсон
- Рудольф Нуриев — Дэниэл
- Харви Кейтель — Ривас
- Биби Андерсон — Маргарет
- Иэн Макшейн — Грег Миллер
- Рон Рэнделл — Курт
- Пьер Клементи — Вик
- Джеймс Тобак — Лео

## Съёмки и кассовые сборы
В съёмочной группе работал Ибрагим Муса, будущий муж Настасьи Кински. В эпизодах фильма, где Кински позирует в качестве фотомодели, она одета в наряды французского модельера Ива Сен-Лорана.
Кассовые сборы в США составили 1 800 000 долларов